# Lycaste smeeana
Lycaste smeeana är en orkidéart som beskrevs av Heinrich Gustav Reichenbach. Lycaste smeeana ingår i släktet Lycaste och familjen orkidéer. Inga underarter finns listade i Catalogue of Life.